# Brynjar Valdimarsson
Brynjar Valdimarsson (auch Bryngmar Valdimarsson; * 30. Dezember 1967) ist ein isländischer Snookerspieler.

## Karriere
Brynjar Valdimarsson wurde 1988 erstmals isländischer Meister und konnte den Titel in den folgenden vier Jahren erfolgreich verteidigen. Im Januar 1991 erreichte er beim World Masters die Runde der letzten 128, in der er jedoch dem Thailänder Udon Khaimuk mit 2:6 unterlag. Zur Saison 1992/93 erhielt er einen Profiplatz auf der Main Tour. Seine besten Ergebnisse in dieser Spielzeit waren das Erreichen der vierten Qualifikationsrunde bei den Welsh Open und den Asian Open. Bei der Weltmeisterschaft 1993 erreichte er die zweite Qualifikationsrunde und schied dort mit 4:5 gegen Simon Morfitt aus. Am Saisonende verlor er seinen Main-Tour-Platz.
1999 verlor Brynjar das Finale der isländischen Meisterschaft gegen Jóhannes B. Jóhannesson. Im selben Jahr zog er bei der Amateurweltmeisterschaft erstmals in die Finalrunde ein und unterlag in der Runde der letzten 32 dem Schweden Farhan Mirza. Bei den Profiweltmeisterschaften 2000 und 2002 schied er in der Vorqualifikation aus. Bei der Europameisterschaft 2003 erreichte er das Achtelfinale. 2004 gewann er durch einen 9:1-Finalsieg gegen Ásgeir Ásgeirsson seinen sechsten nationalen Meistertitel. Im Dezember 2004 zog er ins Achtelfinale der Amateur-WM ein und unterlag dort dem späteren Finalisten Steve Mifsud mit 3:5. Bei der Profi-WM 2005 schied er hingegen in der ersten Qualifikationsrunde aus. 2007 verlor er im Endspiel der isländischen Meisterschaft gegen Kristján Helgason, 2010 gewann er das Turnier wieder. Bei den Senioren-Europameisterschaften 2010 und 2012 erreichte er das Achtelfinale, bei der Senioren-Weltmeisterschaft 2010 die Runde der letzten 24. Im Mai 2013 verlor er das Finale der isländischen Meisterschaft der Herren mit 1:9 gegen Kristján Helgason.

## Erfolge
| Isländischer Meister: | 1988, 1989, 1990, 1991, 1992, 2004, 2010 |